# Автопортрет із сином (Горська)
«Автопортрет із сином» — картина української художниці, однієї з перших представниць андерграунду Алли Горської, написана 1960 року. Зберігається в Національному художньому музеї України.

## Опис
Картина відзначається впливом «суворого стиля», характерними ознаками якого є драматичний світогляд та відсутність пафосу. Мисткиня зображує себе з шестирічним сином Олексієм на строкатому умовному тлі. Подібність автопортрету з іконографією Богоматері додає твору драматизму, поєднує його з важливими для мисткині традиціями.
Син Алли Горської - Олексій Зарецький - присвятив своє життя дослідженню творчості шестидесятників.